# Administrateur de biens
 (avril 2017).
Si vous disposez d'ouvrages ou d'articles de référence ou si vous connaissez des sites web de qualité traitant du thème abordé ici, merci de compléter l'article en donnant les références utiles à sa vérifiabilité et en les liant à la section « Notes et références ».
L'administrateur de biens est une personne qui gère pour le compte de tiers des biens, généralement immobiliers.

## Historique et réglementation
Il s'agit d'une profession ancienne dont on retrouve les premières traces au XVIIIe siècle, voir  receveur des rentes .
L'activité s'est particulièrement développée après la Seconde Guerre mondiale, du fait de la division du patrimoine immobilier résultant de la guerre dans toutes les grandes villes françaises.
Régi en France par la loi Hoguet de 1970, l'administrateur de biens regroupe aujourd'hui deux activités principales, le gérant immobilier et le syndic d'immeuble.
On peut aussi le retrouver sous le vocable d'agent immobilier, mais cette fonction est plus tournée sur les activités de transaction immobilière.
Différentes organisations professionnelles regroupent aujourd'hui les administrateurs de biens (Unis, Snpi, Fnaim, ...) mais l'adhésion n'est pas obligatoire.
A contratio, la détention d'une carte professionnelle, d'une assurance responsabilité civile professionnelle et d'une garantie financière sont, elles, absolument obligatoires. Le défaut de détention peut amener a des condamnations pénales.